# Thomas Olsson
Thomas Olsson (n. 15 februarie 1976, Åtvidaberg, Suedia) este un fost mijlocaș suedez de fotbal. Din anul 2006 evoluează la clubul IFK Göteborg.